# Pascal Guimier

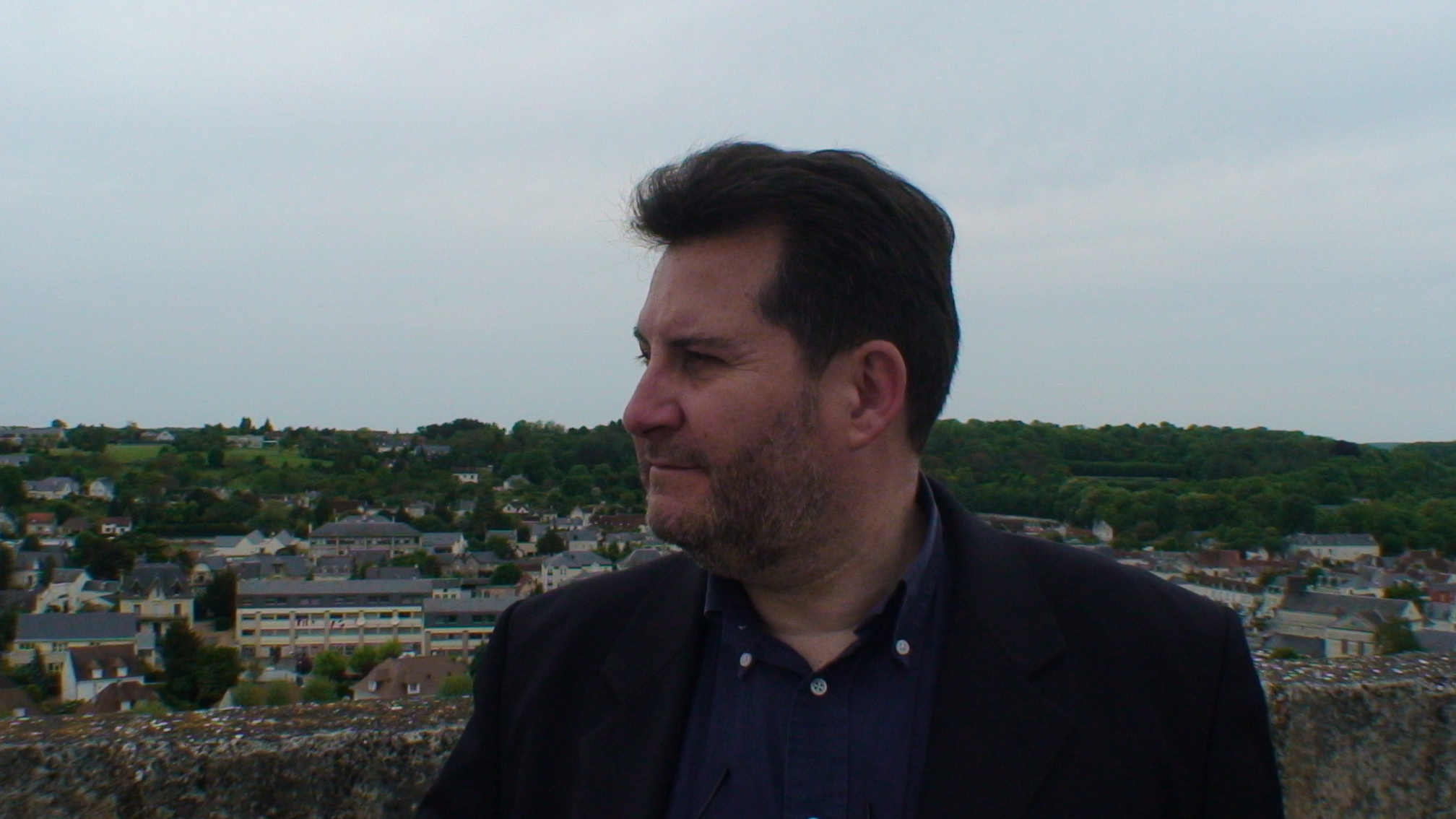
Pascal Guimier

Pascal Guimier (* 24. Juli 1960 in Tours) ist ein französischer Journalist.

## Leben
Guimier besuchte bis 1980 die Vorbereitungskurse der École normale supérieure und das Lycée Henri IV in Paris.
Danach studierte er Germanistik und Journalismus (DISS) an der Universität Paris IV, der Universität Paris III und am Institut d’études politiques de Paris. Von 1982 bis 1984 ließ er sich zusätzlich am Centre de formation des journalistes de Paris ausbilden.
Er begann zunächst bei Antenne 2. Von 1992 bis 1994 war er Parlamentskorrespondent für France 2 in der Nationalversammlung und im Senat. Von 1998 bis 2004 war er Chefredakteur von Journal de 20 heures de France 2.
Im Anschluss war er als Nachfolger von Gérard Saint-Paul der Chefredakteur von France 2. 2006 wurde er Leiter der Hauptabteilung Information und Aktuelles bei arte. Nach einer kurzen Zeit als Medienberater wechselte er schließlich 2013 als Directeur de la rédaction zu TV5 Monde.
Guimier ist verheiratet und hat zwei Kinder.